# PSR J0348+0432
PSR J0348+0432是一個位於金牛座的中子星和白矮星組成的聯星系。該聯星系由綠堤望遠鏡於2007年的飄移掃描巡天中發現。
2011年天文學家宣布該系統中子星的質量是{\displaystyle 2.01\pm 0.04M_{\odot }}，是發現至今質量最高的中子星。它的質量是結合電波計時和白矮星伴星的光譜精確量測而得知的。這個質量是稍高的值，但和使用引力时间延迟效应得知質量的PSR J1614-2230相比較之下，兩者在統計上並沒有明顯區別。這項量測確認使用不同方式可以確認大質量中子星的存在。
這個脈衝星聯星系統的顯著特徵就是高質量中子星和只有2小時27分的短周期。這允許科學家可以量測因為軌道衰減產生的重力波，類似的狀況還有PSR B1913+16和PSR J0737-3039。

## 背景
脈衝星是由约瑟琳·贝尔·伯奈尔和其指導教授安东尼·休伊什以行星際閃爍陣列（Interplanetary Scintillation Array）發現於1967年。弗蘭科·帕西尼和湯馬士·戈爾德很快就提出脈衝星是質量超過太陽10倍的恆星以超新星結束生命後，高度磁化的自轉中子星。脈衝星周圍的電漿因為和高速轉動的磁場交互作用而釋放電磁輻射。前述的交互作用導致電磁輻射以類似旋轉的燈塔光束從中子星的磁極輻射，旋轉光束的成因是因為磁極自轉造成的錯位。在歷史上脈衝星是在無線電波的波段發現，但伽马射线波段的太空望遠鏡也發現了脈衝星。

## 觀測
綠堤望遠鏡於2007年進行追蹤維修，因此有數個月的時間無法對天體進行追蹤。不過，一個國際天文學家團隊利用地球自轉代替望遠鏡追蹤功能對天體進行觀測，也就是所謂的飄移掃描巡天。該組天文學家總共發現了35顆脈衝星，其中包含7顆毫秒脈衝星和PSR J0348+0432。
2011年，約翰·安東尼亞第使用歐洲南方天文台在智利的甚大望遠鏡觀測該系統的白矮星伴星，並確認了它和脈衝星的質量。該次測定是使用口徑305米的阿雷西博天文台進行電波計時，稍後埃弗尔斯贝格射电望远镜偵測到了因為釋放重力波造成軌道周期以每年800萬分之1秒衰減。這符合廣義相對論的預測。

## 特徵
這個高質量中子星和低質量白矮星的聯星組合（質量比1:11.7），以及相當短的軌道周期（2小時27分），讓天文學家得以利用極端強大的重力場驗證廣義相對論，而先前從未有這樣的機會進行驗證。這個結果也暗示可以直接探測重力波，並且可了解恆星演化。